# Katie Douglas
Katie Emily Douglas (Burlington, 19 de outubro de 1998) é uma atriz canadense, conhecida principalmente por interpretar o papel co-protagonista de Naomi Malik na série de TV de comédia e drama da Global Network, Mary Kills People, e como Sally Wilcox em Spooksville. Desde 2021, ela estrelou como Abby na série dramática da Netflix, Ginny & Georgia.

## Biografia e carreira
Douglas começou sua carreira de atriz aos seis anos de idade em F2: Forensic Factor. Douglas alcançou a fama interpretando Sally Wilcox no programa de TV de fantasia da Discovery Family, Spooksville. Douglas estrelou como Young Irisa na série de TV de ficção científica Defiance: The Lost Ones. Katie Douglas estrelou como Naomi Malik em 2017 até a apresentação na série de TV de comédia e drama canadense Global Network, Mary Kills People. Douglas desempenhou um papel principal como Vivien no filme de ficção científica de 2018, Level 16.

## Prêmios e indicações
Douglas foi indicada como Melhor Performer em Série Infantil no 41st Daytime Creative Arts Emmy Awards, realizado em Los Angeles em 2014, por seu papel como Sally Wilcox em Spooksville.

## Filmografia
| Ano  | Título                                  | Papel             | Nota                                        |
| ---- | --------------------------------------- | ----------------- | ------------------------------------------- |
| 2011 | Stay with Me                            | Lucy              | Telefilme                                   |
| 2012 | Sunshine Sketches of a Little Town      | Rose Leacock      |                                             |
| 2013 | Compulsion                              | Saffron (jovem)   |                                             |
| 2013 | Defiance: The Lost Ones                 | Addie Decker      | Telefilme                                   |
| 2018 | Believe Me: The Abduction of Lisa McVey | Lisa McVey        |                                             |
| 2018 | Level 16                                | Vivien            |                                             |
| 2018 | Every Day                               | Megan / A         |                                             |
| 2019 | Thicker Than Water                      | Addie Decker      | Telefilme                                   |
| 2020 | Double Edged                            | Evelyn e Samantha | Curta-metragem dirigido por Cliona Concetta |

| Ano       | Título               | Papel                            | Nota                                           |
| --------- | -------------------- | -------------------------------- | ---------------------------------------------- |
| 2007      | F2: Forensic Factor  | Brenda                           | Episódio: "Dead Man's Hollow"                  |
| 2009      | Flashpoint           | Jennifer Sabiston                | Episódio: "The Fortress"                       |
| 2012      | Less Than Kind       | Brenda                           | 3 episódios                                    |
| 2012      | Alphas               | Nina (adolescente)               | Episódio: "When Push Comes to Shove"           |
| 2013–2014 | Spooksville          | Sally Wilcox                     | Principal                                      |
| 2014      | Saving Hope          | Tatum                            | Episódio: "The Heartbreak Kid"                 |
| 2013–2015 | Defiance             | Young Irisa / Irzu / Little Girl | Recorrente, 10 episódios                       |
| 2015–2016 | Max & Shred          | Melanie                          | 2 episódios                                    |
| 2017–2019 | Eyewitness           | Bella Milonkovic                 | 4 episódios                                    |
| 2016      | Raising Expectations | Connor Wayney                    | Principal                                      |
| 2018      | Creeped Out          | Indigo                           | Episódios: "Side Show, Parts 1 & 2"            |
| 2018      | Burden of Truth      | Amanda Parson                    | Episódios: "Witch Hunt", "Devil in the Desert" |
| 2017–2019 | Mary Kills People    | Naomi Malik                      | Principal                                      |
| 2019      | Nurses               | Sasha                            | 1 episódio                                     |
| 2021      | Pretty Hard Cases    | Jackie Sullivan                  | Principal                                      |
| 2021      | Ginny & Georgia      | Abigail "Abby" Littman           | Recorrente, 10 episódios                       |

## Ligações Externas
- Katie Douglas. no IMDb.
- Katie Douglas no 41st Daytime Creative Arts Emmy Awards in 2014
- Double-Edged trailer do filme de 2020